# Noémie Merlant
Pour les articles homonymes, voir Merlant.
Noémie Merlant est une actrice, réalisatrice et chanteuse française, née le 27 novembre 1988 dans le 15e arrondissement de Paris,.
Révélée au début des années 2010, elle se fait connaître grâce au rôle de la peintre Marianne dans le film d'époque Portrait de la jeune fille en feu (2019) de Céline Sciamma, au côté d'Adèle Haenel. Pour ce rôle, elle obtient une reconnaissance tant nationale qu'internationale et décroche le Lumière de la meilleure actrice.
Devenue grâce à ce rôle un des nouveaux visages du cinéma, elle collabore avec des réalisateurs comme Jacques Audiard, Louis Garrel, Todd Field, André Téchiné ou encore le duo Olivier Nakache - Éric Toledano.
Après deux nominations, elle remporte le César de la meilleure actrice dans un second rôle pour son rôle de Clémence dans L'Innocent, en 2023.

## Biographie

### Jeunesse et formation
Noémie Merlant est née à Paris le 27 novembre 1988. Elle passe toute son adolescence dans la banlieue sud de Nantes à Rezé en Loire-Atlantique aux côtés de ses parents, tous deux agents immobiliers, et d'une sœur aînée. Elle s'initie au chant dès son plus jeune âge et étudie la danse contemporaine puis classique, respectivement à six et dix ans.
Titulaire du baccalauréat, elle revient dans la capitale en 2006. Noémie Merlant accède au mannequinat professionnel et travaille avec les agences Major (Paris, New York, Milan), Donna (Tokyo) et MD Management (Hambourg), ce qui lui permet de voyager et de se perfectionner en anglais. Elle réussit le concours d'entrée au Cours Florent et suit une formation de comédienne de 2007 à 2011.

### Timides débuts (2008-2018)
Elle commence sa carrière d'actrice en 2008, dans le film Death in Love, de Boaz Yakin. Elle interprète Mathilde dans La Permission de minuit, de Delphine Gleize. Elle joue aussi dans différents courts métrages : Parigi de Jérôme Boulain et Alia Sborowsky, Juste avant l’aube de Romain Quirot. La comédienne participe à un clip du chanteur Stanislas Renoult en 2008, La belle de mai.
Le réalisateur Jacques Richard décèle en elle les promesses d'une jeune actrice et lui confie le rôle principal d'Éléonore dans son film L'Orpheline avec en plus un bras en moins, en 2009,,,.
Noémie Merlant fait ses premiers pas à la télévision en 2011 puis est remarquée dans deux séries policières en 2012 : Julie Lescaut avec Véronique Genest, dans l'épisode Cougar de Christian Bonnet, et Enquêtes réservées avec Jérôme Anger dans Un témoin de trop de Jérôme Navarro. Elle joue également au théâtre en 2011 et 2012, dans Les Lésions dangereuses, une comédie satirique contemporaine des Liaisons dangereuses, mise en scène par Julia Dunoyer. Passionnée par son métier, elle envisage en 2010 l'écriture d'un scénario et la coréalisation d'un long métrage.

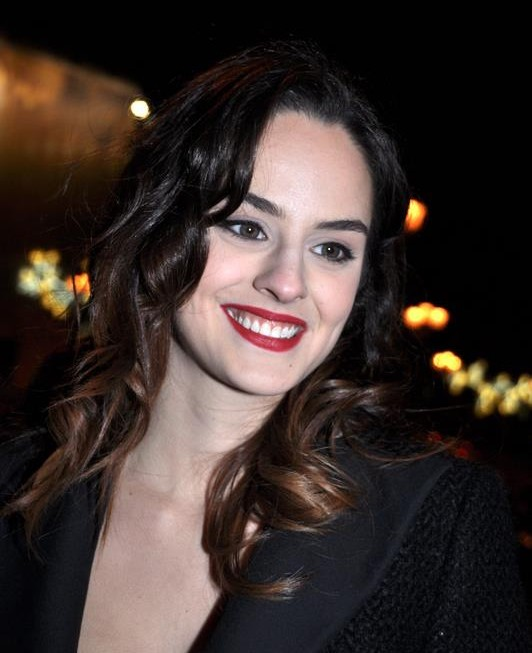
Noémie Merlant à la soirée des révélations des César du cinéma, le 14 janvier 2013.

L'Académie des César dévoile le 19 novembre 2012 la liste des trente-deux comédiennes et comédiens de la présélection « Révélation » pour les catégories des meilleurs espoirs 2013. Noémie Merlant est incluse dans cette liste pour sa prestation dans le film L'Orpheline avec en plus un bras en moins.
En 2013, Noémie Merlant enchaîne les rôles au cinéma et à la télévision : Paradise de Max Makowski, Des lendemains qui chantent de Nicolas Castro, La Crème de la crème de Kim Chapiron, Dos au mur de Didier Delaitre et Pierre-Yves Touzot, La Morale de l'Histoire de Marie-Castille Mention-Schaar dont le titre du film est modifié en 2014 : Les Héritiers. Ce dernier film est important pour la carrière de l'actrice et débute en sixième place du box-office français avec 127 352 entrées dès la semaine de sa sortie en salles. Noémie Merlant est également sélectionnée avec vingt-et-un artistes parmi 942 comédien(ne)s pour jouer dans un court métrage, sur le thème « Les moments forts de la vie d'un acteur, d'une actrice », dans le cadre des Talents Cannes Adami. La réalisation est confiée à Pierre Niney, acteur issu d'une précédente promotion. Le film est projeté le 20 mai 2013, dans la salle Buñuel du Palais des festivals et des congrès, pendant le festival de Cannes. Enfin, elle participe au clip de la chanson Aficionado du groupe BB Brunes, extrait de l'album Long Courrier.
Les tournages se poursuivent à l'étranger, notamment à Londres où, au cours de l'automne 2013, elle interprète Claire, une jeune femme sourde dans The Brother de Ryan Bonder. Au début de l'année 2014, elle joue le personnage d'Anja en Serbie dans Newcomer, film américain de Kai Barry, aux côtés de James Floyd et Anthony LaPaglia. Elle part en Afrique du Sud à la fin de cette même année pour tourner dans un film de Christophe Lioud, dont l'histoire est adaptée du roman Si par hasard de Jean-Baptiste Destremau,.
Elle s'investit dans le nouveau projet de France Télévisions en participant à une fiction interactive, Wei or Die de Simon Bouisson,, dont la sortie en e-cinéma a lieu le 28 octobre 2015. Elle interprète en 2016 la chanson de son premier single, Fate, en collaboration avec l'artiste française Kat May, dans le film À tous les vents du ciel de Christophe Lioud, où elle joue le personnage principal, Claire.
En 2016, elle joue à nouveau dans un long métrage dans Le ciel attendra de Marie-Castille Mention-Schaar. Ce film est tourné au lendemain des attentats du 13 novembre 2015 et traite du processus d'embrigadement des adolescentes françaises par les djihadistes de l'autoproclamé État islamique. L'interprétation des deux jeunes comédiennes, Noémie Merlant et Naomi Amarger, est saluée par la critique,,,. L'Académie des arts et techniques du cinéma révèle le 25 janvier 2017 qu'elle est nommée dans la catégorie du meilleur espoir féminin pour Le ciel attendra.
Elle réalise et coécrit son premier court métrage dans le cadre de la 7e édition du Nikon Film Festival en 2017 dont le thème principal est « Je suis une rencontre ». Son film en compétition, Je suis#unebiche, reçoit le prix Canal+. Elle y dénonce l'utilisation excessive des réseaux sociaux par les jeunes avec tous les abus que cela engendre.

### Ascension critique (depuis 2019)

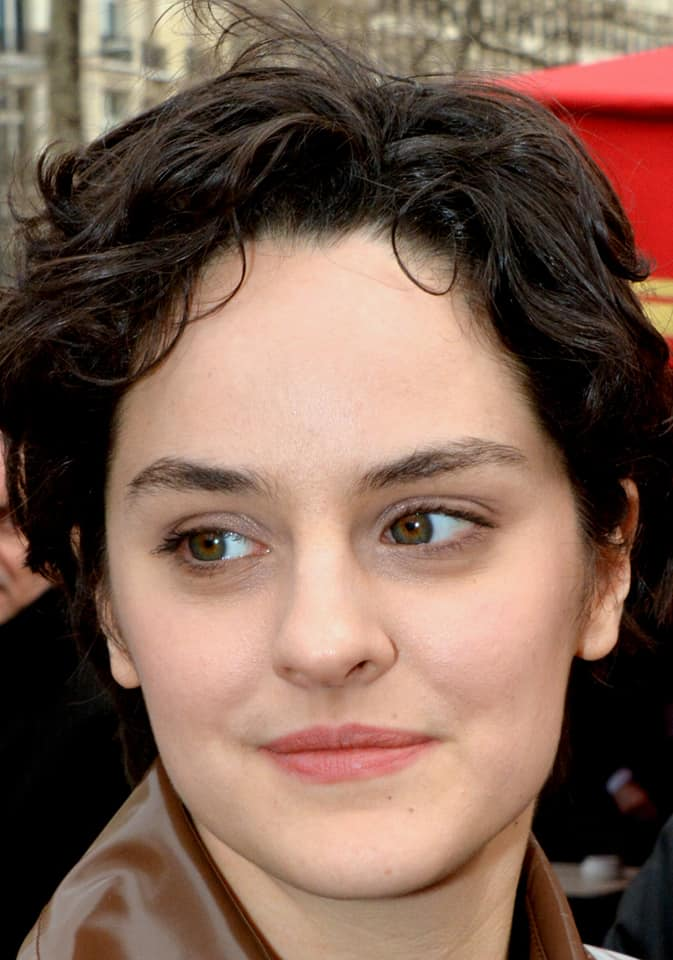
Noémie Merlant lors de la cérémonie des César 2020.

En mai 2019, sa carrière connaît un tournant cinématographique grâce à son rôle de la peintre Marianne dans Portrait de la jeune fille en feu de la réalisatrice française Céline Sciamma. Présenté lors du 72e festival de Cannes, le film est tout de suite accueilli favorablement par les critiques. La performance de l'actrice est saluée par plusieurs médias ainsi que son alchimie avec sa partenaire de jeu, Adèle Haenel. Le film y reçoit le prix du scénario du festival ainsi que la Queer Palm. Portrait de la jeune fille en feu reçoit dans son pays d'origine un grand succès critique doublé d'une réussite commerciale. Le film réunit dans le monde plus d'un million de spectateurs en salles.
Son succès en France comme à l'international amène le film à devenir l'un des favoris pour les cérémonies de prix. Pour son interprétation de Marianne, Noémie Merlant décroche le Lumière de la meilleure actrice. Le long métrage est nommé neuf fois à la cérémonie des César. Noémie Merlant est nommée conjointement avec Adèle Haenel pour le César de la meilleure actrice. Mais les professionnels français choisissent de récompenser ce soir-là Les Misérables de Ladj Ly et J'accuse de Roman Polanski. À l'international, Portrait de la jeune fille en feu connaît également un grand succès. Le film est nommé aux Goya, BAFA, Golden Globe du meilleur film étranger et se place comme prétendant de la France aux Oscars dans la catégorie : meilleur film étranger en étant proposé dans la shortlist faite par le CNC.
Elle joue ensuite le rôle d'une sœur qui retrouve son frère plusieurs années après que ce dernier a purgé une peine en prison à l'occasion des Drapeaux de papiers, premier long métrage de Nathan Ambrosioni. Puis elle incarne la poétesse et écrivaine Marie de Régnier dans le biopic qui lui est consacré, Curiosa.
Elle présente son deuxième court métrage, Shakira, au festival du film de Cabourg en 2020. La même année, elle joue le rôle d'une jeune autiste dans le drame Jumbo. Son premier long métrage, Mi iubita, mon amour, fait partie de la sélection officielle du festival de Cannes 2021, en séance spéciale et en compétition pour la Caméra d'or. Il sort sur les écrans français l'année suivante.
En 2022, elle poursuit son ascension américaine en participant au film Tár porté par l’actrice australienne Cate Blanchett et mis en scène par Todd Field. Présenté à la 79e Mostra de Venise cette année-là, Tár, qui retrace l’ascension d’une cheffe d’orchestre aux méthodes controversées. Noémie Merlant y tient le rôle de l'assistante de la cheffe.
Elle joue ensuite dans l'adaptation au cinéma d'un roman espagnol, Un an, une nuit, avec pour partenaire de jeu Nahuel Pérez Biscayart. Pour ce rôle, elle parle en espagnol. Son film suivant, Baby Ruby, lui fait endosser le rôle d'une jeune femme atteinte de dépression post-partum peu de temps après son accouchement, aux côtés de Kit Harington. Cette année là, elle remporte le premier César de sa carrière, celui la meilleure actrice dans un second rôle, dans L'Innocent. Elle y joue l'amoureuse secrète et meilleure amie du héros principal campé par Louis Garrel qui réalise le film. Le long métrage reçoit d'excellentes critiques.
En 2023, elle annonce qu'elle réalisera son second long métrage, qu'elle a écrit en collaboration avec Céline Sciamma et intitulé Les Femmes au balcon. Elle rejoint dans le même temps la prestigieuse distribution du film biographique Lee Miller, centré sur la photographe américaine Lee Miller aux côtés de Kate Winslet et Marion Cotillard en têtes d'affiche, où elle incarne Nusch Éluard. En juin 2023, elle est invitée à rejoindre l'Académie des Oscars.
En 2024, elle présente son film Les Femmes au balcon lors du 77e festival de Cannes et elle joue dans la nouvelle version d'Emmanuelle de la réalisatrice Audrey Diwan, reprenant le rôle-titre autrefois interprété par Sylvia Kristel.
Début 2025 elle est membre du jury international du 15e MyFrenchFilmFestival.

### Engagement
En 2023, elle apporte son soutien au mouvement contre le projet sur les retraites en co-signant un texte s'adressant au chef de l’État pour demander le retrait immédiat du projet, considéré « injuste, inefficace, touchant plus durement les plus précaires et les femmes », en plus d'être rejeté « par l'immense majorité de la population, et même minoritaire à l'Assemblée nationale ». Le texte met en avant le devoir de solidarité face à une réforme qui « va frapper plus durement ceux qui exercent les métiers les plus difficiles, usants — tant physiquement que psychologiquement. »

## Filmographie
Sauf indication contraire, les informations mentionnées dans cette section peuvent être confirmées par les bases de données cinématographiques IMDb et Allociné,  présentes dans la section « Liens externes ».

### Actrice

#### Longs métrages

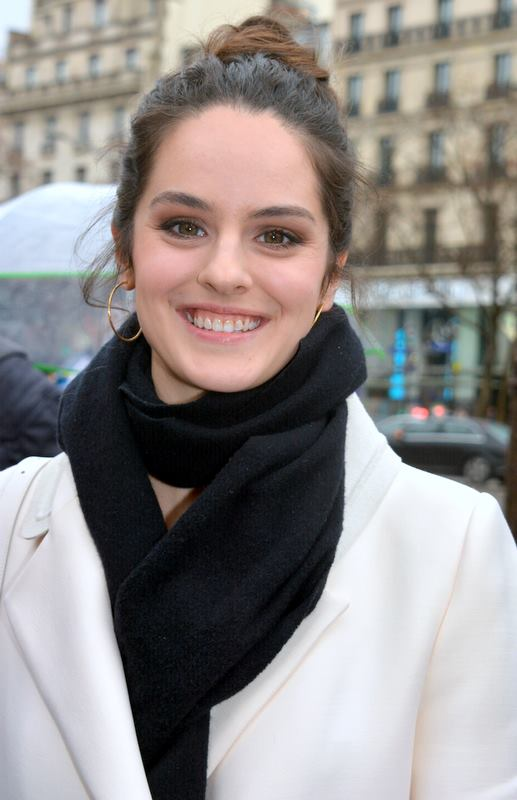
Noémie Merlant en 2017.

- 2008 : Les Ombres du passé (Death in Love) de Boaz Yakin

##### Années 2010
- 2010 : L'Orpheline avec en plus un bras en moins de Jacques Richard : Éléonore
- 2011 : La Permission de minuit de Delphine Gleize : Mathilde
- 2013 : Paradise de Max Makowski
- 2013 : La Crème de la crème de Kim Chapiron : la rouquine
- 2014 : Des lendemains qui chantent de Nicolas Castro : Svetlana
- 2014 : The Brother de Ryan Bonder : Claire[N 3]
- 2014 : Newcomer de Kai Barry : Anja
- 2014 : Les Héritiers de Marie-Castille Mention-Schaar : Mélanie
- 2015 : Un moment d'égarement de Jean-François Richet : Linda
- 2016 : Dieumerci ! de Lucien Jean-Baptiste : Audrey
- 2016 : À tous les vents du ciel de Christophe Lioud : Claire
- 2016 : Le ciel attendra de Marie-Castille Mention-Schaar : Sonia Bouzaria
- 2017 : Plonger de Mélanie Laurent : la jeune artiste
- 2018 : Le Retour du héros de Laurent Tirard : Pauline
- 2018 : La Fête des mères de Marie-Castille Mention-Schaar : Coco
- 2019 : Les Drapeaux de papier de Nathan Ambrosioni : Charlie
- 2019 : Curiosa de Lou Jeunet : Marie de Régnier
- 2019 : Portrait de la jeune fille en feu de Céline Sciamma : Marianne
- 2019 : Les Jours d'avant de Stéphanie Pillonca-Kervern : Emma

##### Années 2020
- 2020 : Jumbo de Zoé Wittock : Jeanne
- 2020 : A Good Man de Marie-Castille Mention-Schaar : Ben
- 2021 : Les Olympiades de Jacques Audiard : Nora Ligier
- 2021 : Mi iubita, mon amour d'elle-même : Jeanne
- 2022 : L'Innocent de Louis Garrel : Clémence
- 2022 : Tár de Todd Field : Francesca Lentini
- 2022 : Un an, une nuit (Un año, una noche) d'Isaki Lacuesta : Céline
- 2022 : Baby Ruby de Bess Wohl : Jo
- 2023 : Les Âmes sœurs d'André Téchiné : Jeanne
- 2023 : Une année difficile d'Éric Toledano et Olivier Nakache : Valentine dite « Cactus »
- 2023 : Lee Miller d'Ellen Kuras : Nusch Éluard
- 2024 : Les Femmes au balcon d'elle-même : Elise
- 2024 : Emmanuelle d'Audrey Diwan : Emmanuelle Arnaud
- 2025 : Duse de Pietro Marcello : Enrichetta Checchi Date sujette à modification
- 2026 : Les Misérables de Fred Cavayé : Fantine

#### Courts métrages
- 2009 : Stare de Matthieu Ponchel (Esra, École supérieure de réalisation audiovisuelle)
- 2010 : Parigi de Jérôme Boulain et Alia Sborowsky
- 2011 : Juste avant l'aube de Romain Quirot : Laura
- 2012 : Les Nerfs fument de Léon Garel
- 2013 : Lapsus de Karim Ouaret : Angie
- 2013 : Pour le rôle[N 4] de Pierre Niney (Talents Cannes Adami)
- 2013 : Némésis de Stéphane Henon
- 2013 : Le Devoir de Justin Wu : Agnès
- 2013 : L'Amour à la clé de Johan Libéreau avec Jicey Carina[N 5]
- 2017 : Unexpected de Jessy Langlois : Agnès
- 2019 : Shakira d'elle-même : la vendeuse

#### Télévision
- 2011 : Le Jour où tout a basculé, épisode 16, Ma fille est amoureuse de son professeur[N 6], de Thierry Boscheron (série télévisée) : Annabelle
- 2012 : Julie Lescaut, saison 21, épisode 95, Cougar de Christian Bonnet (série télévisée) : Lou de Salle
- 2012 : Enquêtes réservées, saison 5, épisode 7, Un témoin de trop de Jérôme Navarro (série télévisée): Garance Lasarthe
- 2013 : Dos au mur de Didier Delaitre et Pierre-Yves Touzot (téléfilm)
- 2014 : Le Voyage de Monsieur Perrichon, d'Éric Lavaine (téléfilm) : Henriette[35]
- 2015 : Elles... Les Filles du Plessis, de Bénédicte Delmas (téléfilm) : Brigitte
- 2016 : La Loi de Christophe, de Jacques Malaterre, épisode La ligne blanche (série télévisée) : Katya Valle
- 2020 : République de Simon Bouisson (téléfilm)
- 2021 : H24 (série télévisée), épisode 17h - PLS de Valérie Urrea et Nathalie Masduraud

#### Internet
- 2015 : Wei or Die (fiction interactive) de Simon Bouisson : Tania[36]
- 2019 : République (fiction interactive) de Simon Bouisson : Nora[37]

#### Clips
- 2008 : La Belle de mai, de Stanislas Renoult[38]
- 2013 : Aficionado de l'album Long Courrier, du groupe BB Brunes[39]
- 2016 : Fate, en collaboration avec l'artiste française Kat May[40]

### Réalisatrice et scénariste
- 2017 : Je suis#unebiche (court métrage) dans le cadre la 7e édition du Nikon Film Festival[26]
- 2019 : Shakira[41] (court métrage)
- 2021 : Mi iubita, mon amour[42] : Jeanne
- 2024 : Les Femmes au balcon

## Théâtre
- 2008 : Adriana Mater, mise en scène de Bertrand Dégremont[43]
- 2010 : Push up, mise en scène de Suzanne Marot, dans le cadre du prix Olga Horstig au Cours Florent, à l’Espace Pierre Cardin[43]
- 2011 : Les Lésions dangereuses[N 1], mise en scène de Julia Dunoyer[44]

## Radio
- 2012 : 18 bis, boulevard Hache-Cœur (feuilleton radiophonique sur France Inter) de Frédéric Pommier, épisodes 69 à 72, diffusé du 9 au 12 janvier 2012 : Ségolène Dewaere / Bérénice Hortefeux[45]

## Discographie
- 2016 : Fate, de Noémie Merlant, coécrit avec la chanteuse et compositrice Kat May (Katia Mayen) et produit par La Louve Records[46]

## Distinctions
Sauf indication contraire, les informations mentionnées dans cette section peuvent être confirmées par les bases de données cinématographiques IMDb et Allociné,  présentes dans la section « Liens externes ».

### Récompenses
- Festival de Luchon 2016 : Mention spéciale du prix du meilleur espoir féminin pour Elles... Les Filles du Plessis
- Festival d'Oldenbourg 2016 : Prix Seymour Cassel de la meilleure actrice pour À tous les vents du ciel
- Nikon Film Festival 2017 : Prix Canal+ pour la réalisation du court métrage Je suis#unebiche[26]
- Lumières 2020 : Meilleure actrice pour Portrait de la jeune fille en feu[47]
- Festival de Cabourg 2020 : mention spéciale du Prix courts métrages pour Shakira[48]
- Festival du film indépendant de Bordeaux 2020 : Grand Prix du jury du court métrage pour Shakira
- CinEuphoria Awards 2021 : Meilleur duo avec Adèle Haenel pour Portrait de la jeune fille en feu
- Festival La Ciotat Berceau du cinéma 2022 : Lumière d'or pour Mi iubita, mon amour
- César 2023 : Meilleure actrice dans un second rôle pour L'Innocent
- Festival de Cabourg 2023 : Swann d'Or de la meilleure actrice pour L'Innocent[49]

### Nominations
- César 2013 : présélection au Meilleur espoir féminin pour L’Orpheline avec en plus un bras en moins
- Festival de Cannes 2013 : sélection Talents Cannes (Adami) pour le court-métrage Pour le rôle
- Lumières 2017 : Révélation féminine dans Le Ciel attendra
- Césars 2017 : Meilleur espoir féminin pour Le Ciel attendra[50]
- Prix du cinéma européen 2019 : Meilleure actrice pour Portrait de la jeune fille en feu
- Césars 2020 : Meilleure actrice pour Portrait de la jeune fille en feu[50]
- Festival de Cannes 2021 : Caméra d'or pour Mi iubita, mon amour
- Gotham Awards 2022 : Meilleure actrice dans un second rôle pour Tár[51]
- Lumières 2023 : Meilleure actrice pour L’Innocent[52]
- Prix Gaudí 2023 : Meilleure actrice principale pour Un an, une nuit